# Вест Ворвик (Роуд Ајланд)
Вест Ворвик (енгл. West Warwick) град је у америчкој савезној држави Роуд Ајланд.

## Демографија
По попису из 2000. године број становника је 29.581.
| Група             | 2000.          | 2010.    |
| Белци             | 27.306 (92,3%) | 0 (0,0%) |
| Афроамериканци    | 328 (1,1%)     | 0 (0,0%) |
| Азијати           | 420 (1,4%)     | 0 (0,0%) |
| Хиспаноамериканци | 918 (3,1%)     | 0 (0,0%) |
| Укупно            | 29.581         | 0        |